# Batavia, Ohio
Batavia [bəˈteɪviə] är administrativ huvudort i Clermont County i Ohio. Enligt 2010 års folkräkning hade Batavia 1 509 invånare.